# Zelena iguana
Zelena iguana ili obična iguana (Iguana iguana)  veliki je gušter biljojed iz roda Iguana koji potječe iz Srednje i Sjeverne Amerike. 

## Rasprostranjenost
Zelene iguane mogu se pronaći na velikom zemljopisnom području, od južnog Brazila i Paragvaja do Meksika i Karibskog otočja; te u SAD-u kao divlja populacija u Sjeveroj Floridi (uključujući Florida Keys), Havajima i Rio Grande Valleyu u Teksasu.
Ovaj biljojed može narasti do 1,5 metar u duljinu od glave do repa, iako su neki primjerci narasli do više od 2 metra, a težili više od 20 kg.
Zelena iguana uglavnom je kućni ljubimac zbog mirne naravi i jakih boja, no zahtjeva pravilnu brigu. Prostorni zahtjevi i potreba za posebnim osvjetljenjem i toplinom mogu biti zahtjevni za amatera.

## Taksonomija
Švedski botaničar Carl Linné prvi je službeno opisao ovu vrstu 1758. godine. Dva stoljeća nakon toga, ne manje od 17 vrsta identificirano je, ali sve osim jedne (Iguana delicatissima) nevažeće.
Riječ iguana preuzeta je iz Taíno imena za vrstu: iwana. U zemljama španjolskog govornog područja, mužjaci vrste zovu se gorrobo ili ministro a mladi se zovu iguanita ili gorrobito.

## Galerija
- Zelena iguana u botaničkom vrtu, Portoviejo, Ekvador. Ženski primjerak, što je vidljivo iz relativno kratkih leđnih bodlji i zelene boje tijela.
- Zelena iguana ljubičaste boje.
- Mlada zelena iguana.

## Vanjske poveznice
- Društvo zelena iguana  Arhivirana inačica izvorne stranice od 11. listopada 2019. (Wayback Machine)